# TuS Finkenwerder
Der Tus Finkenwerder (offiziell: Turn- und Sportverein Finkenwerder von 1893 e. V.) ist ein Sportverein aus dem Hamburger Stadtteil Finkenwerder. Der Verein besitzt unter anderem Sparten für Fußball, Boxen, Handball, Leichtathletik, Schwimmen, Tischtennis, Tennis und Volleyball.

## Vereinsgeschichte
Die beiden Stammvereine des TuS Finkenwerder waren der 1893 gegründete MTV Finkenwärder und der 1924 gegründete Box-Club Ajax Finkenwärder, der sich 1925 in Finkenwärder SV umbenannte. Am 7. Oktober 1945 fusionierten der MTV Finkenwärder und der Finkenwärder SV zum TuS Finkenwerder 1893. Die Schreibweise von Finkenwärder war 1937 in Finkenwerder geändert worden.
Die heute nicht mehr existente Ringerabteilung kämpfte Anfang der 1950er Jahre in der Oberliga Hamburg.

## Fußballabteilung
Der TuS Finkenwerder war im Januar 1946 eines der 13 Gründungsmitglieder der Hamburger Stadtliga und belegte den 11. Rang, der für die Saison 1946/47 den Abstieg in die Zweitklassigkeit bedeutete. In den Spielzeiten 1947/48 sowie 1968/69 spielte der Verein jeweils für ein Jahr in der höchsten Hamburger Amateurklasse, ansonsten wurde unterklassig gespielt. Zur Saison 2012/13 gelang der Aufstieg in die Landesliga, dem allerdings der sofortige Wiederabstieg in die Bezirksliga folgte.

## Persönlichkeiten
- Klaus Fock, Fußballspieler
- Mahir Oral, Boxer